# Sovrappopolazione

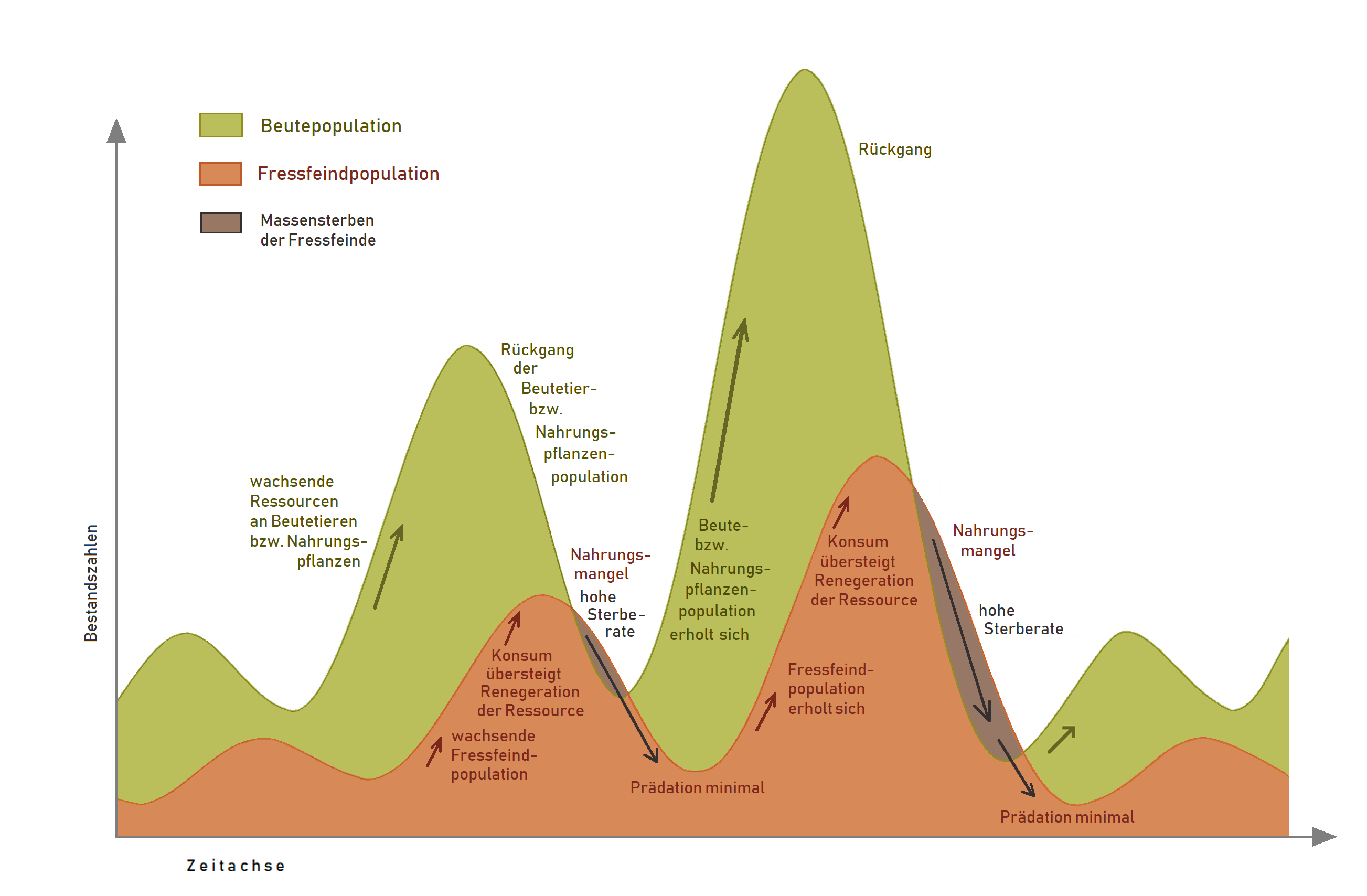
un grafico sulla popolazione

La sovrappopolazione è una condizione di densità di popolazione, talmente elevata per il tipo di territorio che occupa da creare spazi limitati e insufficienza di risorse o materie vitali (cibo e acqua) di cui gli individui ospitati hanno bisogno.
La crescita della specie umana divenuta ubiquitaria e in seguito interconnessa con la globalizzazione, a differenza di altre specie, sta esaurendo diverse risorse sulla Terra, unico territorio a disposizione; inoltre, attraverso diverse modalità soprattutto tecnologiche, ha impattato pesantemente sul pianeta con vari tipi di inquinamenti ambientali e ridotto, quando non estinto, altre specie ed habitat, con ripercussioni anche climatiche.

## Descrizione
Per una legge biologica generale, una superficie può conservare infatti zone più o meno vaste non utilizzate da una specie qualsiasi umana o non, ma una volta esaurite le sue capacità si dimostra incapace di sostenere una popolazione più vasta, condannando la specie ad arrestare la propria espansione. Nei casi peggiori si può arrivare all'estinzione in massa. 
La sovrappopolazione umana provoca un maggiore sfruttamento dell'ambiente e delle sue risorse da parte  e causa quindi una pressione sulle risorse naturali stesse. Questa pressione si traduce spesso in maggiori conflitti fra nazioni e individui per il possesso di risorse scarse e vitali (es. acqua e petrolio), e un peggioramento della qualità della vita.

La sovrappopolazione è associata ad una maggiore diffusione delle malattie, in particolare epidemiche, a più alti tassi di mortalità infantile e in età adulta. Obiezioni a questa ipotesi sono la correlazione fra numero ed età giovane degli abitanti - crescita del PIL pro capite, riscontrabile nei Paesi in via di sviluppo, e la maggiore probabilità su grandi popolazioni di sviluppare e vedere prevalere e diffondersi mutazioni genetiche favorevoli alla specie.
Strumenti di pianificazione e controllo delle nascite sono stati utilizzati storicamente l'aborto indotto, interventi di sterilizzazione ovvero introduzione di sostanze sterilizzanti nel cibo, campagne mediatiche di informazione, la disponibilità di contraccettivi a basso costo, l'eliminazione dell'interesse economico alla procreazione (quali: obbligo di mantenimento da parte dei genitori, contrasto alla prostituzione e lavoro minorile, traffico di organi, pagamenti per l'adottabilità, contributi di Stato per ogni figlio).

### Tipologie di sovrappopolazione
In rapporto alla popolazione umana, si può parlare di sovrappopolazione per vari motivi, la sovrappopolazione può essere per:
- una città (esempio: una grande megalopoli ad alto tenore di vita come Tokyo, Parigi o Londra), sovrappopolata quando il territorio da cui dipende non è più in grado di continuare a produrre il surplus di alimenti ed energia che hanno portato alla sua creazione
- una nazione (esempio: la maggioranza dei paesi occidentali, Italia inclusa), sovrappopolata quando la produzione interna e le importazioni non riescono più a soddisfare la domanda interna di beni, siano essi di pura sopravvivenza o superflui. Molti paesi infatti, per mantenere il proprio tenore di vita e consumi, hanno attualmente bisogno di un territorio grande 2, 3, 5 volte più dei loro confini amministrativi.
- la Terra, sovrappopolata quando l'insieme delle risorse, rinnovabili e non, non permetterebbe di sostenere la popolazione mondiale, al 2022 stimata a 8 miliardi di esseri umani. Esistono modelli matematici che prevedono il raggiungimento di un picco massimo della popolazione mondiale con una discesa finale.[4][5]

La sovrappopolazione è sempre valutata in rapporto al numero di persone ed al loro stile di vita collegato all'impronta ecologica.